# Csáky–Hunyady-kastély
A Csáky–Hunyady-kastélyt Miskolcról Kassára menet, Szikszón, a Kassai út bal oldalán találjuk.
Az 1700-ban épült kastélyt először az Orsolya-rend apácái vették birtokukba, majd 1909-től a missziós nővérek birtokába került. 1783-ban II. József Kassára menet itt szállt meg egy éjszakára. 1952-ben a kastélyt államosították. Utolsó tulajdonosa gróf Hunyady Lászlóné, Csáky Sarolta grófnő végrendeletében egy olyan társaságnak ajánlotta fel, amely hajlandó leányneveléssel foglalkozni, és tanítja a szikszóiak gyerekeit. Ezért később óvoda is nyílt a kastély egyik szárnyában.
1909-ben kápolnát építettek a kastélyhoz, amelyet Kratzman Ede festett üvegei, Madarassy Erzsébet és Ellmann Anna oltárképe és egy orosz ikon díszít.
Jelenleg felújítás alatt áll, a földszintes épületre egy második szintet emeltek. Az 1903-ban alapított Szociális Misszió Társulat, mely szikszói tagozata 80 fős óvodát és 70 fős öregek szociális otthonát üzemeltet az épület falai között. 
Az 1997-es rekonstrukció alkalmával Kratzman Bethánia jelenetét, és bucnis üvegeit Horváth Márta restaurálta. Ekkor készültek a Szent Istvánt, Szent Asztrikot és Szent Erzsébetet ábrázoló jelenetek, valamint egy-egy Szikszó, illetve Magyarország-címer, amelyek szintén Horváth Mária munkái.